# Aneta Szczepańska
Aneta Maria Szczepańska (Włocławek, 20 de junio de 1974) es una deportista polaca que compitió en judo.
Participó en los Juegos Olímpicos de Atlanta 1996, obteniendo una medalla de plata en la categoría de –66 kg. Ganó una medalla de bronce en el Campeonato Mundial de Judo de 1995 y una medalla de plata en el Campeonato Europeo de Judo de 2004.

## Palmarés internacional
| Juegos Olímpicos   | Juegos Olímpicos         | Juegos Olímpicos  | Juegos Olímpicos |
| Año                | Lugar                    | Medalla           | Categoría        |
| ------------------ | ------------------------ | ----------------- | ---------------- |
| 1996               | Atlanta (Estados Unidos) | Medalla de plata  | –66 kg           |
| Campeonato Mundial |                          |                   |                  |
| Año                | Lugar                    | Medalla           | Categoría        |
| 1995               | Chiba (Japón)            | Medalla de bronce | –66 kg           |
| Campeonato Europeo |                          |                   |                  |
| Año                | Lugar                    | Medalla           | Categoría        |
| 2004               | Bucarest (Rumania)       | Medalla de plata  | –63 kg           |